# Czaplicze (rejon brzostowicki)
Czaplicze, Czaplice (biał. Чаплічы; ros. Чапличи) – wieś na Białorusi, w obwodzie grodzieńskim, w rejonie brzostowickim, w sielsowiecie Pograniczny.
W dwudziestoleciu międzywojennym wieś leżała w Polsce, w województwie białostockim, w powiecie wołkowyskim. 16 października 1933 utworzono gromadę Czaplicze w gminie Świsłocz, z siedzibą we wsi Dziewiątki. Po II wojnie światowej weszła w struktury ZSRR.